# David Bédard
David Peter Bédard (Montreal, 23 de octubre de 1965) es un deportista canadiense que compitió en saltos de trampolín y plataforma. Ganó dos medallas de bronce en los Juegos Panamericanos, en los años 1987 y 1995.

## Palmarés internacional
| Juegos Panamericanos | Juegos Panamericanos          | Juegos Panamericanos | Juegos Panamericanos |
| Año                  | Lugar                         | Medalla              | Prueba               |
| -------------------- | ----------------------------- | -------------------- | -------------------- |
| 1987                 | Indianápolis (Estados Unidos) | Medalla de bronce    | Plataforma 10 m      |
| 1995                 | Mar del Plata (Argentina)     | Medalla de bronce    | Trampolín 3 m        |